# Nickenich
Nickenich település Németországban, Rajna-vidék-Pfalz tartományban. Lakosainak száma 3663 fő (2023. december 31.).

## Népesség
A település népességének változása:
| Lakosok száma | 2984 | 3642 | 3605 | 3593 | 3621 | 3663 |
|               | 1975 | 2017 | 2019 | 2021 | 2022 | 2023 |